# Paul Ngadjadoum
Paul Mbaiadoum Ngadjodoum (ur. 20 października 1957) – czadijski skoczek, olimpijczyk, reprezentant letnich igrzysk olimpijskich 1988 w Seulu, chorąży reprezentacji. 
Medalista Igrzysk afrykańskich w skoku wzwyż w 1978 i 1987 roku.
Rekord życiowy: 2,17 m (31 marca 1993).